# Schimmert
Schimmert, en limbourgeois Sjömmert, est un village situé dans la commune néerlandaise de Beekdaelen, dans la province du Limbourg. Le 1er janvier 2005, le village comptait 2 390 habitants.

## Histoire
Schimmert a été une ancienne commune jusqu'au 1er janvier 1982, date de son rattachement à Nuth.